# Nordmazedonisch-osttimoresische Beziehungen
Die nordmazedonisch-osttimoresischen Beziehungen beschreiben das zwischenstaatliche Verhältnis von Nordmazedonien und Osttimor.

## Geschichte
Nordmazedonien (damals Mazedonien) und Osttimor nahmen am 25. März 2003 diplomatische Beziehungen auf.

## Diplomatie
Die beiden Staaten verfügen über keine diplomatische Vertretungen im jeweils anderen Land oder akkreditierte Botschafter für dieses. Die nächstgelegenen Botschaften Nordmazedoniens zu Osttimor befinden sich in Canberra und Peking. Osttimor hat mehrere Botschaften in Europa, so in Brüssel und Genf.

## Einreisebestimmungen
Nordmazedonier und Osttimoresen brauchen bei der Einreise in das jeweils andere Land ein gültiges Visum.

## Wirtschaft
Für 2018 gibt das Statistische Amt Osttimors keine Handelsbeziehungen zwischen Osttimor und Nordmazedonien an.